# Burg Stenderberg
Die Burg Stenderberg ist eine abgegangene Höhenburg auf dem Stenderberg bei 167 m ü. NN nordwestlich des Ortsteils Ostheim der Kleinstadt Liebenau im Landkreis Kassel in Hessen.
Bei Steinbrucharbeiten am Stenderberg wurden Mauerreste angeschnitten, die zu einer Ausgrabung durch das hessische Landesamt für Denkmalpflege im Jahr 1982 führten. Dabei wurden auf dem Bergsporn, etwa 8 Meter hinter einem in West-Ost-Richtung verlaufenden Abschnittsgraben, die Fundamente eines rechteckigen Gebäudes freigelegt, dessen Westseite allerdings durch den Steinbruchbetrieb bereits zerstört war. Die südliche Frontmauer besaß eine Stärke von drei, die übrigen Mauern von zwei Metern. Die Mauern aus behauenen Kalksteinblöcken waren etwa einen Meter tief in den anstehenden Kalkstein einfundamentiert. Die meisten Steine der Außenmauer waren ausgebrochen und abtransportiert worden. Die Länge des Gebäudes betrug 13 Meter, seine Breite mindestens 8 Meter.
Das Fundgut der Ausgrabung bestand überwiegend aus Tierknochen. Die Keramik, sächsische Kugeltöpfe mit handgemachten Wandungen, entspricht Material aus dem 10. Jahrhundert.
Östlich der Burg auf dem Stenderberg liegt in der Aue der Diemel die Dorfwüstung „Steinenzwergen“.